# 박은영 (배우)
박은영(1966년 10월 15일 ~ )은 대한민국의 여성배우다.

## 생애
1987년 연극배우 첫 데뷔하였고 1989년 KBS 13기 탤런트 선발되어 KBS 2TV 드라마 《달빛가족》을 통해 정식 데뷔하였다. 1남 3녀 중 넷째이다.

## 출연 작품

### TV 드라마
- 2003년 MBC 《기쁜 소식》 - 하진경 역
- 2002년 KBS2 《골목 안 사람들》 - 정하영 역
- 2000년 MBC 청춘시트콤 《가문의 영광》
- 1999년 MBC 《장미와 콩나물》 - 현경 역
- 1997년 SBS 《사랑하니까》 - 안수연 역
- 1997년 KBS2 드라마 스페셜 《아이 만들기》
- 1996년 MBC 베스트극장 《기다리는 이에게》
- 1996년 MBC 베스트극장 《미완성 누드》
- 1995년 KBS2 《내 사랑 유미》 - 배유미 역
- 1995년 SBS 《LA아리랑》
- 1993년 SBS 《오경장》
- 1993년 SBS 《세상은 내게 모든 것을 가지라 한다》
- 1993년 MBC 베스트극장 《우린 이렇게 10년을 살았어요》
- 1992년 SBS 《궁합이 맞습니다》
- 1992년 KBS2 TV문예극장 《샤갈의 마을에 내리는 눈》
- 1992년 KBS2 《맥랑시대》
- 1991년 KBS2 《침묵의 땅》
- 1990년 KBS1 《사랑이 꽃피는 나무 (Ⅱ)》
- 1989년 KBS2 《달빛가족》

### 영화
- 1994년 《빨간 앵두 8》
- 1991년 《맨발에서 벤츠까지》 - 장아름 역
- 1991년 《조금만 참아줘요》
- 1991년 《영구와 땡칠이 4탄 - 홍콩 할매귀신》
- 1991년 《이태원 밤하늘엔 미국 달이 뜨는가》

### CF
- 1993년 에이스침대 부부이야기 (feat 박상원)